# Gory Russkie
Gory Russkie är ett berg i Antarktis. Det ligger i Östantarktis. Norge gör anspråk på området. Toppen på Gory Russkie är 1 859 meter över havet.
Terrängen runt Gory Russkie är lite kuperad.  Trakten är obefolkad. Det finns inga samhällen i närheten.